# Synaptonemální komplex

Synaptonemální komplex v průběhu různých fází profáze meiotického dělení

Synaptonemální komplex je proteinová struktura spojující spárované homologní chromozomy, resp. dva páry sesterských chromatid v průběhu první profáze meiotického (redukčního) dělení. Čtveřice chromatid homologních chromozomů společně se synaptonemálním komplexem utváří tzv. bivalent neboli tetrádu.
Synaptonemální komplex je ze strukturního hlediska tvořen trojicí paralelních tyčinkovitých útvarů: dvěma laterálními elementy a jedním centrálním elementem, spojeným s laterálními elementy pomocí transverzálních vláken. S každým z laterálních elementů jsou asociovány spárované sesterské chromatidy v podobě laterálních smyček. Vzdálenost mezi dvojicí laterálních elementů činí asi 90 až 100 nm, svým vzhledem je celá struktura připodobňována ke kolejím či žebříku. Laterální elementy asociované s chromatidami jsou tvořeny (v případě člověka) kohesinovým komplexem společně s tetramery helikálního proteinu SYCP3, transverzální vlákna pak fibrilárním proteinem SYCP1 asociovaným svou C-koncovou částí s chromatidami a N-koncovou částí směrem ke středu synaptonemálního komplexu s proteinem SYCE3. Komplex SYCP1/SYCE3 následně asociuje ještě s komplexem SYCE2-TEX12 za vzniku centrálního elementu synaptonemálního komplexu.
Synaptonemální komplex se ustavuje v průběhu zygotenní fáze první profáze meiotického dělení a rozpadá se v průběhu fáze diplotenní. Během jeho existence tak dochází ke crossing-overu, tj. výměně úseků DNA mezi homologními chromozomy. Úloha synaptonemálního komplexu v rekombinaci a redukčním dělení obecně však není zcela jasná, jeho vliv se navíc u různých organismů liší. Některé eukaryotní organismy synaptonemální komplex dokonce vůbec nevytvářejí, včetně nálevníků rodu Tetrahymena nebo kvasinky Schizosaccharomyces pombe.